# Atlantisk soldatfisk
Atlantisk soldatfisk (Hoplostethus atlanticus) är en djuphavsfisk som framför allt lever utanför Atlantens kuster, men också i Stilla havet och Indiska oceanen. Den kallas också atlantsoldatfisk.

## Utseende
Den atlantiska soldatfisken är orangeröd med flera slemfyllda gropar på huvudet. Största längd är 75 cm, även om den vanligen inte blir mycket längre än 40 cm. Den kan leva upp till en uppskattad ålder av 149 år, som har tagits fram genom radiologisk undersökning av en hörselsten. Det är sällan fisken blir så gammal; de större exemplaren brukar vara omkring 75 år gamla.

## Vanor
Arten är en djuphavsfisk som lever på ett djup mellan 300 och 1 700 m, där den lever av fisk, bläckfisk och räkor. Litet är känt om dess fortplantning, men den blir könsmogen vid ungefär 35 års ålder.

## Utbredning
Arten lever i västra Stilla havet, östra Atlanten från Island till Marocko och från Namibia till Sydafrika, västra Atlanten utanför Nova Scotia, södra centrala Indiska oceanen till vattnen utanför Nya Zeeland och Australien samt i östra Stilla havet utanför Chile.

## Kommersiell användning
Arten fiskas flitigt utanför Nya Zeeland och södra Australien. På grund av kraftigt överfiske förklarades den för hotad av den australiska regeringen 2006, och WWF avråder från konsumtion av den.. 

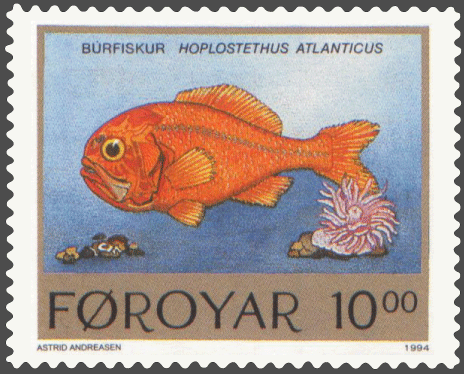
Atlantisk soldatfisk avbildad av Astrid Andreasen den 7 Feb 1994 på ett frimärke från Färöarna.
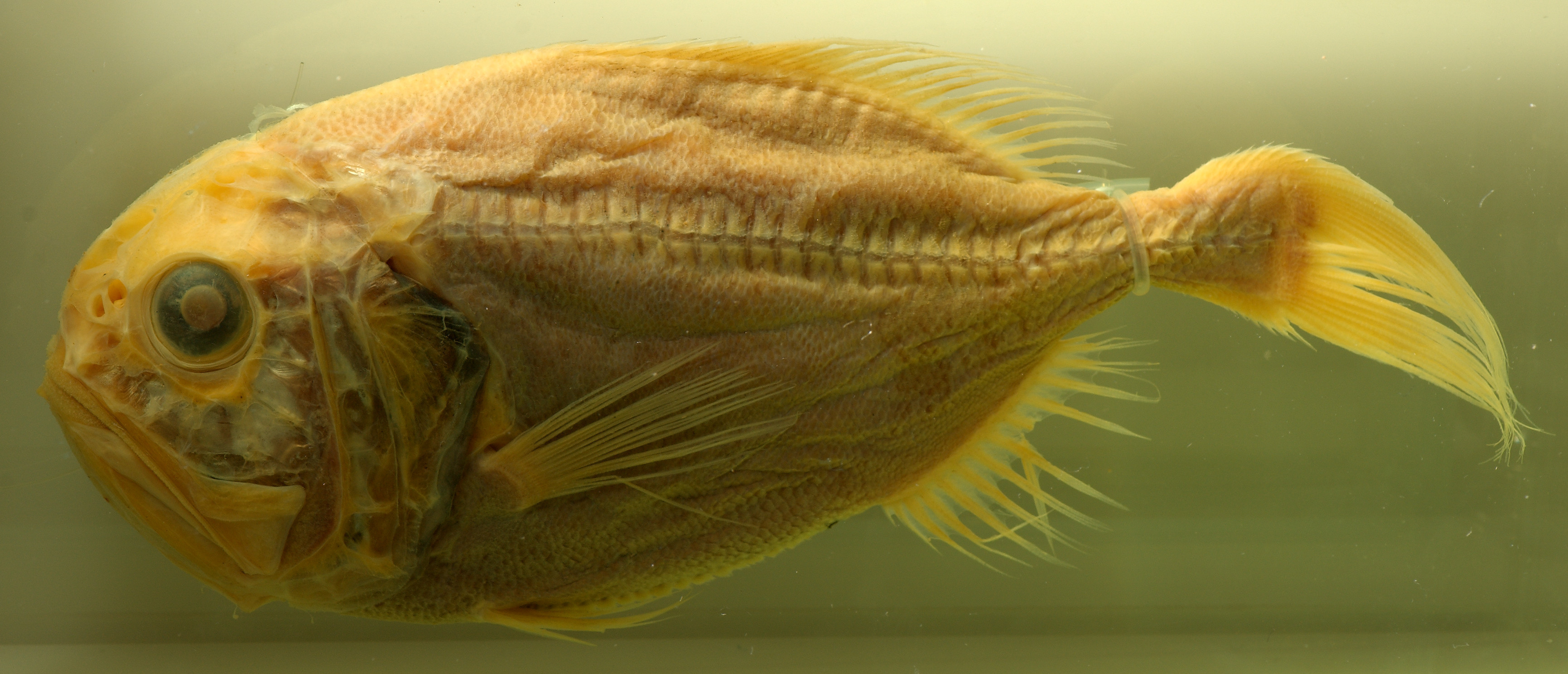
Ett exemplar bevarat och uppvisat på Melbourne Museum, Australien.